# Insnesia drypetes
Insnesia drypetes är en insektsart som beskrevs av Miyatake 1965. Insnesia drypetes ingår i släktet Insnesia och familjen rundbladloppor. Inga underarter finns listade i Catalogue of Life.